# Kironge (vattendrag i Gitega)
Kironge är ett vattendrag i Burundi.   Det ligger i provinsen Gitega, i den centrala delen av landet, 50 kilometer öster om huvudstaden Bujumbura.
Omgivningarna runt Kironge är en mosaik av jordbruksmark och naturlig växtlighet. Runt Kironge är det tätbefolkat, med 319 invånare per kvadratkilometer.